# Hospitalsenheden Vest
| Hospitalsenheden Vest                                   |
| ------------------------------------------------------- |
| 1. Holstebro 2. Herning 3. Ringkøbing 4. Tarm 5. Lemvig |

Hospitalsenheden Vest er én ud af fem hospitalsenheder i Region Midtjylland og består af regionshospitalerne i Holstebro, Herning, Ringkøbing, Tarm og Lemvig. Hospitalsenheden varetager hovedfunktioner for ca. 250.000 borgere i den vestlige del af Region Midtjylland geografisk svarende til det tidligere Ringkøbing Amt.
Hospitalsledelsen for Hospitalsenheden Vest tiltrådte den 1. november 2006. Ledelsen består af cheflæge Jens Friis Bak, chefsygeplejerske Ida Götke og hospitalsdirektør Henning Vestergaard. Mange af de kliniske specialer på de fem forskellige regionshospitaler i Hospitalsenheden Vest har på afdelingsniveau fælles ledelse og arbejder således sammen på tværs af den geografiske placering.
Som et resultat af udviklingen frem mod en ny hospitalsstruktur i Region Midtjylland herunder samlingen af akutfunktioner på fem hospitaler besluttede regionsrådet i 2010, at hospitalsenhedens opgaver fremover skal samles på et nyt hospital, som skal opføres i Gødstrup nordvest for Herning. Prisen for dette projekt bliver 3,15 mia. kr. og ventes afsluttet i 2020.